# Спортска дворана Технолошког универзитета у Пекингу
Спортска дворана Технолошког универзитета у Пекингу, Beijing University of Technology Gymnasium (поједностављен кинески језик: 北京工業大學體育館, традиционални кинески језик: 北京工業大學體育館; пињин: Běijīng Gōngyè Dàxué Tǐyùguǎn) је спортски објекат Пекиншког политехничког универзитета који је отворен 2007. године. Смјештен је у кампусу истоименог универзитета у округу Чаојанг у Пекингу, Кина. 

## Историјат
Хала је новоизграђена за Олимпијске игре 2008. године и нуди 5.800 сталних и 1.700 привремених места на површини од 24.383 квадрата. У децембру 2007. финале ИТТФ Протура одржано је у дворани. Такмичење у бадминтону и ритмичкој гимнастици одржано је у спортској хали на Летњим олимпијским играма 2008.
После Олимпијских игара, служио је као објекат за обуку кинеских бадминтонских тимова и као центар за спортско-рекреативне активности за студенте и локалне заједнице. 
Гимназија је завршена у септембру 2007. године.